# Pseudomonas
 Pseudomonas és un gènere de bacils rectes o lleugerament corbats, gramnegatius, oxidasa positius, aeròbics estrictes encara que en alguns casos poden utilitzar el nitrat com acceptor d'electrons. El catabolisme dels glúcids es realitza per la ruta d'Etner-Doudoroff i el cicle dels àcids tricarboxílics. Alguns membres del gènere són psicròfils, mentre que altres sintetitzen sideròfors fluorescents de color groc-verdós amb gran valor taxonòmic. És comuna la presència de plasmidi si no formen espora.Pseudomonas literalment vol dir «falsa unitat», derivat del  grec pseudo (ψευδο 'fals') i mones (μονάς / μονάδα 'una sola unitat'). El terme «monada» es feia servir en la microbiologia antiga per anomenar els organismes unicel·lulars.
Amb el recent anàlisi de seqüències del RNAr 16S s'han definit la taxonomia de moltes espècies bacterianes i com a resultat, el gènere Pseudomonas inclou algunes soques classificades anteriorment dins de les Chryseomonas i Flavimonas. Altres soques classificades prèviament en el gènere Pseudomonas, ara són agrupades en els gèneres Burkholderia i Ralstonia.